# BAD-2
BAD-2 (ros. БАД-2) – radziecki pływający samochód pancerny, po wymianie kół używany także jako drezyna pancerna.
Konstruktorem BAD-2 był inżynier P.N. Sjaczentow pracujący w Fabryce Iżorskiej. Pojazd bazował na podwoziu trójosiowego samochodu ciężarowego Ford-Timken. Koła tylnych mostów mogły być wyposażone w gąsienice Overoll. Wszystkie koła mogły być wymienione na stalowe koła przeznaczone do poruszania się po szynach. Kadłub pojazdu wykonano metodą spawania z płyt pancernych o grubości do 6 mm. Kadłub był wodoszczelną konstrukcją samonośną, a jego przednią część ukształtowano w sposób zmniejszający opory podczas pływania. Napęd w wodzie zapewniała pojedyncza śruba, rolę sterów pełniły przednie koła.
BAD-2 miał dwie wieże obrotowe. Pierwsza znajdowała się nad centralną częścią kadłuba i mieściła armatę B-3 kalibru 37 mm. Druga z ckm DT była umieszczona w tylnej części kadłuba. Wieża z działem była umieszczona wyżej dzięki czemu kąt ostrzału umieszczonej w niej armaty wynosił 360°. Poza uzbrojeniem zainstalowanym w wieżach BAD-2 był wyposażony w km DT zamocowany w jarzmie obok stanowiska kierowcy.
Dodatkowe wyposażenie pojazdu stanowiła pompa odwadniająca, dwa zbiorniki z substancją dymotwórczą o łącznej pojemności 40 litrów oraz radiostacja.
Próby prototypu wykazały, że pojazd posiada zbyt słaby silnik, a nienapędzane przednie koła utrudniają wydostanie się samochodu z wody na nieprzygotowany brzeg. Skrytykowano także słabe opancerzenie pojazdu, a armatę kalibru 37 mm uznano za niewystarczająca wobec wprowadzania do uzbrojenia Armii Czerwonej armat czołgowych kalibru 45 mm. W rezultacie podjęto decyzję i o odrzuceniu pojazdu i nieprzyjęciu go do uzbrojenia.
Pomimo decyzji o zakończeniu rozwoju BAD-2 na etapie prototypu jedyny istniejący BAD-2 wziął udział w leningradzkiej defiladzie pierwszomajowej w 1933 roku, a także specjalnych pokazach podczas których pływał w Newie. W rezultacie znalazł się w polskich i niemieckich materiałach rozpoznawczych jako pojazd używany przez jednostki RKKA. Przez Niemców był traktowany jako pływająca wersja BA-10 nazywana w materiałach rozpoznawczych Schwimm-Panzerspachwagen F 204(r).